# Pristava pri Mestinju
Pristava pri Mestinju este o localitate din comuna Podčetrtek, Slovenia, cu o populație de 194 de locuitori.